# Schweizer Kinder- und Jugendchorförderung
Der Verein Schweizer Kinder- und Jugendchorförderung (SKJF [skɪf] oder [skif]; französisch Association suisse pour la promotion des chœurs d'enfants et de jeunes, italienisch Associazione svizzera per la promozione dei cori di bambini e giovani, rätoromanisch Uniun svizra per la promoziun da chors d'uffants e da giuvenils) ist eine Musikorganisation, die die Trägerschaft des alle zwei Jahre durchgeführten Schweizer Kinder- und Jugendchorfestivals übernimmt und somit als nationaler Dachverband des Kinder- und Jugendchorwesens in der Schweiz fungiert. Er wurde 2006 gegründet und ist Mitglied beim Schweizer Musikrat sowie bei der Interessensgemeinschaft CHorama.

## Geschichte
2003 wurde im Rahmen der Schweizer Sommersession des Weltjugendchors in der Ecole d’Humanité in Hasliberg ein Chormusik-Forum organisiert, an dem u. a. die Idee eines nationalen Kinder- und Jugendchorfestivals entstand (in Anlehnung an das seit 1992 in Basel bestehende Europäische Jugendchorfestival). Am 7. März 2006 erfolgte die formelle Gründung des Trägervereins am Sitz der Evangelisch-reformierten Landeskirche des Kantons Zürich, erster Präsident wurde Daniel Schmid, Kantor am Zürcher Grossmünster; aktuell präsidiert die Schaffhauserin Verena Winzeler den Verein.
Im Juni 2007 wurde das erste Festival in Zürich und Zollikon durchgeführt. Seither fand es bis 2019 alle zwei Jahre und war in allen Sprachregionen mindestens einmal zu Gast. Seit 2013 findet es im jährlichen Wechsel mit dem EJCF über die Auffahrtstage statt. Die Ausgabe von 2021 wurde aufgrund der COVID-19-Pandemie auf 2022 verschoben. Der Verein veranstaltet ausserdem ein jährliches Weiterbildungsforum jeweils am ersten Samstag im März im Campus Muristalden bei Bern und beteiligt sich aktiv an den nationalen Förderprogrammen Jugend und Musik und EchangeChœurs.
Der Trägerverein bildet einen wichtigen Nachwuchspool für den Schweizer Jugendchor, welcher seinerseits das nationale Aushängeschild von Verein und Festival ist. Dadurch wird eine durchgängige Förderung chorbegeisterter Kinder und Jugendlicher bis zu internationalen Auswahlchören (Eurochoir, Weltjugendchor) ermöglicht, zu welchen regelmässig Schweizer Teilnehmende zugelassen werden.

## SKJF-Festivals
- 1. Ausgabe: 8. bis 10. Juni 2007 in Zürich und Zollikon (900 Teilnehmende aus 27 Chören)
- 2. Ausgabe: 5. bis 7. Juni 2009 in Schaffhausen (1100 Teilnehmende aus 30 Chören)
- 3. Ausgabe: 2. bis 5. Juni 2011 in Lausanne (1000 Teilnehmende aus 36 Chöre)
- 4. Ausgabe: 10. bis 12. Mai 2013 in St. Gallen (1500 Teilnehmende aus 50 Chören)
- 5. Ausgabe: 14. bis 17. Mai 2015 in Disentis/Mustér (1000 Teilnehmende aus 36 Chören)
- 6. Ausgabe: 25. bis 28. Mai 2017 in Lugano (1600 Teilnehmende aus 50 Chören)
- 7. Ausgabe: 30. Mai bis 2. Juni 2019 in Luzern (2000 Teilnehmende aus 60 Chören)
- 8. Ausgabe: 26. bis 29. Mai 2022 in Winterthur